# Partecipanti alla Vuelta a España 2013
Elenco dei partecipanti alla Vuelta a España 2013.
Alla competizione prendono parte 22 squadre; ognuna di esse era composta da 9 corridori, per un totale di 198 ciclisti. Sul traguardo di Madrid conclusero la corsa 144 corridori.

## Corridori per squadra
Nota: R ritirato, NP non partito, FT fuori tempo, SQ squalificato
| Movistar Team           | Movistar Team               | Movistar Team           | Cofidis            | Cofidis             | Cofidis            | Omega Pharma-Quickstep Cycling Team | Omega Pharma-Quickstep Cycling Team | Omega Pharma-Quickstep Cycling Team |
| ----------------------- | --------------------------- | ----------------------- | ------------------ | ------------------- | ------------------ | ----------------------------------- | ----------------------------------- | ----------------------------------- |
| 1                       | Alejandro Valverde          | 3º                      | 81                 | Jérôme Coppel       | 40º                | 161                                 | Tony Martin                         | R 15ª                               |
| 2                       | Eros Capecchi               | 24º                     | 82                 | Yoann Bagot         | 21º                | 162                                 | Kevin De Weert                      | R 11ª                               |
| 3                       | Imanol Erviti               | 102º                    | 83                 | Cyril Bessy         | R 14ª              | 163                                 | Andrew Fenn                         | SQ 10ª                              |
| 4                       | Iván Gutiérrez              | 119º                    | 84                 | Nicolas Edet        | 104º               | 164                                 | Gianni Meersman                     | 58º                                 |
| 5                       | José Herrada                | 12º                     | 85                 | Luis Ángel Maté     | 42º                | 165                                 | Serge Pauwels                       | 31º                                 |
| 6                       | Beñat Intxausti             | 87º                     | 86                 | Adrien Petit        | 130º               | 166                                 | Pieter Serry                        | 50º                                 |
| 7                       | Pablo Lastras               | R 13ª                   | 87                 | Stéphane Poulhiès   | 138º               | 167                                 | Zdeněk Štybar                       | R 15ª                               |
| 8                       | Javier Moreno               | 76º                     | 88                 | Nico Sijmens        | 78º                | 168                                 | Guillaume Van Keirsbulck            | 125º                                |
| 9                       | Sylwester Szmyd             | 45º                     | 89                 | Romain Zingle       | 91º                | 169                                 | Kristof Vandewalle                  | R 15ª                               |
| AG2R La Mondiale        | AG2R La Mondiale            | AG2R La Mondiale        | Euskaltel-Euskadi  | Euskaltel-Euskadi   | Euskaltel-Euskadi  | Orica-GreenEDGE                     | Orica-GreenEDGE                     | Orica-GreenEDGE                     |
| 11                      | Domenico Pozzovivo          | 6º                      | 91                 | Samuel Sánchez      | 8º                 | 171                                 | Simon Gerrans                       | NP 14ª                              |
| 12                      | Julien Bérard               | 94º                     | 92                 | Igor Antón          | 20º                | 172                                 | Sam Bewley                          | NP 14ª                              |
| 13                      | Carlos Alberto Betancur     | 126º                    | 93                 | Jorge Azanza        | 90º                | 173                                 | Simon Clarke                        | 69º                                 |
| 14                      | Steve Chainel               | R 14ª                   | 94                 | Mikel Landa         | 39º                | 174                                 | Baden Cooke                         | R 15ª                               |
| 15                      | Mickaël Cherel              | 56º                     | 95                 | Egoi Martínez       | 30º                | 175                                 | Mitchell Docker                     | 135º                                |
| 16                      | Ben Gastauer                | 65º                     | 96                 | Mikel Nieve         | 23º                | 176                                 | Leigh Howard                        | 142º                                |
| 17                      | Lloyd Mondory               | 114º                    | 97                 | Juan José Oroz      | 46º                | 177                                 | Christian Meier                     | 82º                                 |
| 18                      | Matteo Montaguti            | NP 11ª                  | 98                 | Pablo Urtasun       | 122º               | 178                                 | Michael Matthews                    | 110º                                |
| 19                      | Rinaldo Nocentini           | 53º                     | 99                 | Gorka Verdugo       | 63º                | 179                                 | Wesley Sulzberger                   | NP 5ª                               |
| Argos-Shimano           | Argos-Shimano               | Argos-Shimano           | FDJ.fr             | FDJ.fr              | FDJ.fr             | RadioShack-Leopard                  | RadioShack-Leopard                  | RadioShack-Leopard                  |
| 21                      | Nikias Arndt                | 136º                    | 101                | Thibaut Pinot       | 7º                 | 181                                 | Fabian Cancellara                   | NP 18ª                              |
| 22                      | Warren Barguil              | 38º                     | 102                | Arnaud Courteille   | 132º               | 182                                 | Matthew Busche                      | 64º                                 |
| 23                      | Johannes Fröhlinger         | 59º                     | 103                | Kenny Elissonde     | 33º                | 183                                 | Ben Hermans                         | 61º                                 |
| 24                      | Thierry Hupond              | R 20ª                   | 104                | Alexandre Geniez    | 47º                | 184                                 | Chris Horner                        | 1º                                  |
| 25                      | Reinardt Janse van Rensburg | 98º                     | 105                | Laurent Mangel      | R 13ª              | 185                                 | Markel Irizar                       | 86º                                 |
| 26                      | Tom Peterson                | 116º                    | 106                | Cédric Pineau       | 103º               | 186                                 | Robert Kišerlovski                  | 17º                                 |
| 27                      | Georg Preidler              | 36º                     | 107                | Anthony Roux        | 34º                | 187                                 | Jaroslav Popovyč                    | 85º                                 |
| 28                      | Ramon Sinkeldam             | R 14ª                   | 108                | Geoffrey Soupe      | R 12ª              | 188                                 | Grégory Rast                        | 77º                                 |
| 29                      | Tom Stamsnijder             | 137º                    | 109                | Jussi Veikkanen     | R 18ª              | 189                                 | Haimar Zubeldia                     | R 14ª                               |
| Astana Pro Team         | Astana Pro Team             | Astana Pro Team         | Garmin-Sharp       | Garmin-Sharp        | Garmin-Sharp       | Sky Procycling                      | Sky Procycling                      | Sky Procycling                      |
| 31                      | Vincenzo Nibali             | 2º                      | 111                | Daniel Martin       | NP 8ª              | 191                                 | Sergio Henao                        | 28º                                 |
| 32                      | Janez Brajkovič             | 26º                     | 112                | Caleb Fairly        | 112º               | 192                                 | Edvald Boasson Hagen                | 84º                                 |
| 33                      | Jakob Fuglsang              | 29º                     | 113                | Tyler Farrar        | 124º               | 193                                 | Dario Cataldo                       | 74º                                 |
| 34                      | Andrij Hrivko               | 101º                    | 114                | Koldo Fernández     | NP 2ª              | 194                                 | Vasil' Kiryenka                     | 73º                                 |
| 35                      | Maksim Iglinskij            | R 19ª                   | 115                | Alex Howes          | 93º                | 195                                 | Christian Knees                     | 79º                                 |
| 36                      | Tanel Kangert               | 11º                     | 116                | Michel Kreder       | R 14ª              | 196                                 | Salvatore Puccio                    | NP 20ª                              |
| 37                      | Paolo Tiralongo             | 51º                     | 117                | Nick Nuyens         | R 14ª              | 197                                 | Luke Rowe                           | R 15ª                               |
| 38                      | Alessandro Vanotti          | 113º                    | 118                | Alex Rasmussen      | 134º               | 198                                 | Rigoberto Urán                      | 27º                                 |
| 39                      | Andrej Zejc                 | 81º                     | 119                | Johan Vansummeren   | 88º                | 199                                 | Xabier Zandio                       | 55º                                 |
| Belkin Pro Cycling Team | Belkin Pro Cycling Team     | Belkin Pro Cycling Team | Katusha Team       | Katusha Team        | Katusha Team       | Team Saxo-Tinkoff                   | Team Saxo-Tinkoff                   | Team Saxo-Tinkoff                   |
| 41                      | Bauke Mollema               | 52º                     | 121                | Joaquim Rodríguez   | 4º                 | 201                                 | Roman Kreuziger                     | R 14ª                               |
| 42                      | Theo Bos                    | NP 1ª                   | 122                | Giampaolo Caruso    | 49º                | 202                                 | Rafał Majka                         | 19º                                 |
| 43                      | Graeme Brown                | R 15ª                   | 123                | Vladimir Gusev      | 62º                | 203                                 | Michael Mørkøv                      | 128º                                |
| 44                      | Stef Clement                | R 13ª                   | 124                | Vladimir Isajčev    | 131º               | 204                                 | Evgenij Petrov                      | 117º                                |
| 45                      | Juan Manuel Gárate          | 71º                     | 125                | Dmitrij Kozončuk    | 92º                | 205                                 | Nicolas Roche                       | 5º                                  |
| 46                      | Luis León Sánchez           | R 14ª                   | 126                | Alberto Losada      | R 10ª              | 206                                 | Chris Anker Sørensen                | 18º                                 |
| 47                      | David Tanner                | 106º                    | 127                | Daniel Moreno       | 10º                | 207                                 | Nicki Sørensen                      | 100º                                |
| 48                      | Laurens ten Dam             | R 13ª                   | 128                | Luca Paolini        | 107º               | 208                                 | Matteo Tosatto                      | 115º                                |
| 49                      | Robert Wagner               | 123º                    | 129                | Ángel Vicioso       | 80º                | 209                                 | Oliver Zaugg                        | 37º                                 |
| BMC Racing Team         | BMC Racing Team             | BMC Racing Team         | Lampre-Merida      | Lampre-Merida       | Lampre-Merida      | Vacansoleil-DCM                     | Vacansoleil-DCM                     | Vacansoleil-DCM                     |
| 51                      | Philippe Gilbert            | R 15ª                   | 131                | Michele Scarponi    | 15º                | 211                                 | Wout Poels                          | R 14ª                               |
| 52                      | Yannick Eijssen             | 83º                     | 132                | Winner Anacona      | 105º               | 212                                 | Grega Bole                          | 97º                                 |
| 53                      | Martin Kohler               | 66º                     | 133                | Matteo Bono         | 143º               | 213                                 | Thomas De Gendt                     | S 10ª                               |
| 54                      | Sebastian Lander            | NP 13ª                  | 134                | Luca Dodi           | 129º               | 214                                 | Juan Antonio Flecha                 | 44º                                 |
| 55                      | Klaas Lodewyck              | 120º                    | 135                | Massimo Graziato    | 144º               | 215                                 | Johnny Hoogerland                   | R 19ª                               |
| 56                      | Dominik Nerz                | 14º                     | 136                | Manuele Mori        | 70º                | 216                                 | Tomasz Marczyński                   | NP 15ª                              |
| 57                      | Marco Pinotti               | NP 12ª                  | 137                | Maximiliano Richeze | 141º               | 217                                 | Barry Markus                        | R 10ª                               |
| 58                      | Ivan Santaromita            | 48º                     | 138                | Simone Stortoni     | R 15ª              | 218                                 | Rafael Valls                        | 43º                                 |
| 59                      | Danilo Wyss                 | 72º                     | 139                | Diego Ulissi        | 32º                | 219                                 | Lieuwe Westra                       | R 14ª                               |
| Caja Rural-Seguros RGA  | Caja Rural-Seguros RGA      | Caja Rural-Seguros RGA  | Lotto-Belisol Team | Lotto-Belisol Team  | Lotto-Belisol Team |                                     |                                     |                                     |
| 61                      | David Arroyo                | 13º                     | 141                | Bart De Clercq      | R 10ª              |                                     |                                     |                                     |
| 62                      | Javier Aramendia            | 118º                    | 142                | Francis De Greef    | 41º                |                                     |                                     |                                     |
| 63                      | André Cardoso               | 16º                     | 143                | Adam Hansen         | 60º                |                                     |                                     |                                     |
| 64                      | Fabricio Ferrari            | 121º                    | 144                | Greg Henderson      | R 14ª              |                                     |                                     |                                     |
| 65                      | Marcos García               | 75º                     | 145                | Vicente Reynés      | NP 13ª             |                                     |                                     |                                     |
| 66                      | Francesco Lasca             | 140º                    | 146                | Jurgen Van De Walle | R 14ª              |                                     |                                     |                                     |
| 67                      | Antonio Piedra              | 109º                    | 147                | Tosh Van Der Sande  | 127º               |                                     |                                     |                                     |
| 68                      | Amets Txurruka              | 25º                     | 148                | Jelle Vanendert     | R 14ª              |                                     |                                     |                                     |
| 69                      | Iván Velasco                | NP 11ª                  | 149                | Dennis Vanendert    | 108º               |                                     |                                     |                                     |
| Cannondale Pro Cycling  | Cannondale Pro Cycling      | Cannondale Pro Cycling  | Team NetApp-Endura | Team NetApp-Endura  | Team NetApp-Endura |                                     |                                     |                                     |
| 71                      | Ivan Basso                  | R 14ª                   | 151                | Leopold König       | 9º                 |                                     |                                     |                                     |
| 72                      | Guillaume Boivin            | R 10ª                   | 152                | Jan Bárta           | 96º                |                                     |                                     |                                     |
| 73                      | Tiziano Dall'Antonia        | 111º                    | 153                | Iker Camaño         | 67º                |                                     |                                     |                                     |
| 74                      | Lucas Sebastián Haedo       | 139º                    | 154                | David de la Cruz    | R 13ª              |                                     |                                     |                                     |
| 75                      | Paolo Longo Borghini        | 89º                     | 155                | Zakkari Dempster    | 133º               |                                     |                                     |                                     |
| 76                      | Maciej Paterski             | 54º                     | 156                | Bartosz Huzarski    | 35º                |                                     |                                     |                                     |
| 77                      | Daniele Ratto               | 95º                     | 157                | José Mendes         | 22º                |                                     |                                     |                                     |
| 78                      | Cayetano Sarmiento          | 57º                     | 158                | Daniel Schorn       | R 15ª              |                                     |                                     |                                     |
| 79                      | Cameron Wurf                | 99º                     | 159                | Paul Voss           | 68º                |                                     |                                     |                                     |

## Corridori per nazionalità
| Numero ciclisti | Nazione |
| --------------- | --- |
| 38              | Spagna |
| 26              | Italia |
| 21              | Belgio |
| 20              | Francia |
| 12              | Australia                                                                                                  |
| 10              | Paesi Bassi                                                                                                |
| 7               | Germania                                                                                                   |
| 6               | Danimarca, Stati Uniti                                                                                     |
| 5               | Colombia, Polonia, Svizzera                                                                                |
| 4               | Rep. Ceca, Russia                                                                                          |
| 2               | Argentina, Austria, Canada, Regno Unito, Irlanda, Kazakistan, Nuova Zelanda, Portogallo, Slovenia, Ucraina |
| 1               | Bielorussia, Estonia, Finlandia, Croazia, Lussemburgo, Norvegia, Sudafrica                                 |